# Artemida

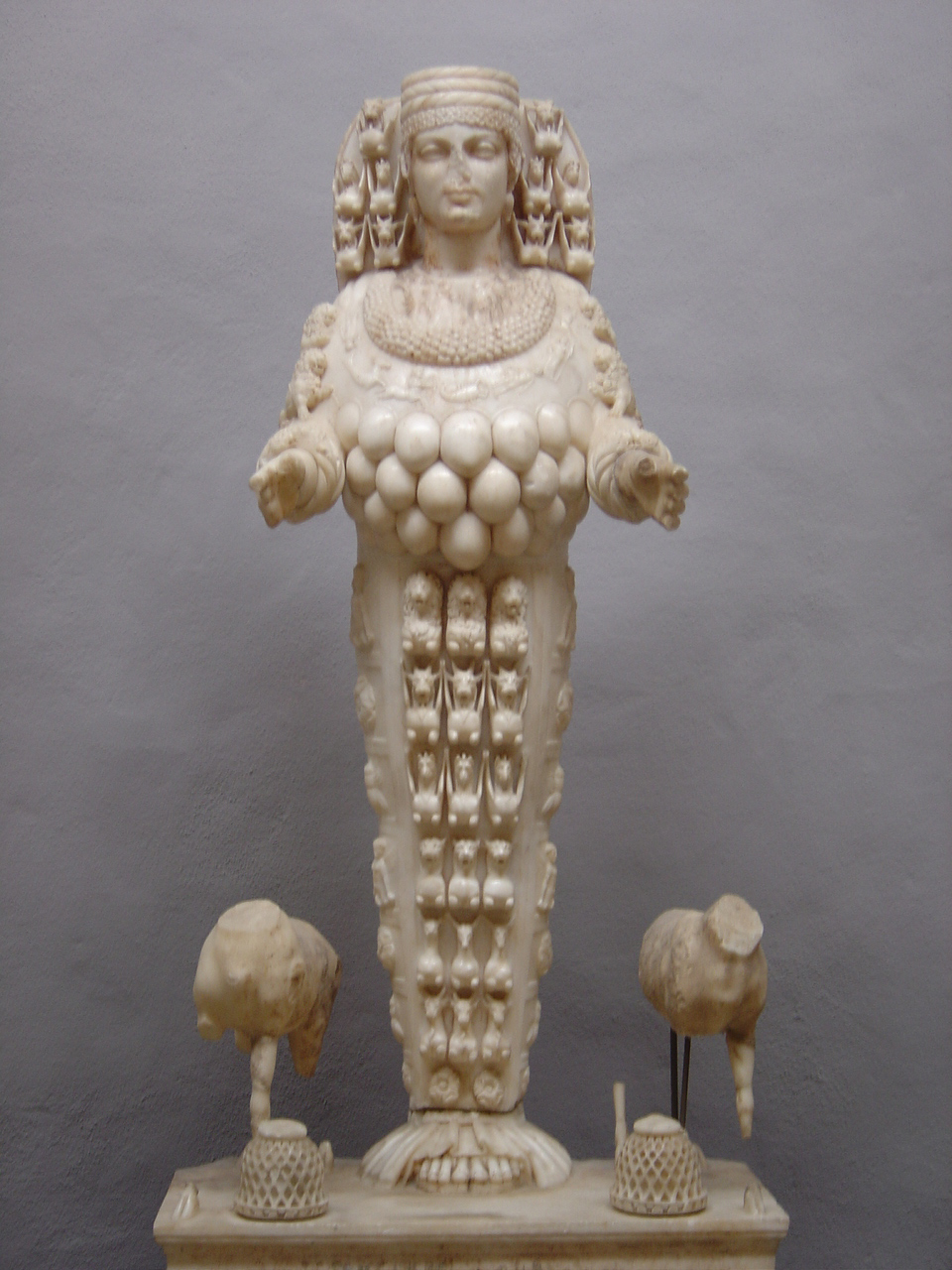
Posąg Artemidy z Efezu

Artemida, Artemis; stgr. Ἄρτεμις Ártemis, łac. Diana) – w mitologii greckiej bogini łowów, zwierząt, lasów, gór i roślinności; wielka łowczyni. 
Opiekunka lasów, gór i dzikiej zwierzyny.
Jej atrybutami były łuk, strzały i kołczan, a ulubionym zwierzęciem – łania. Była córką Zeusa i Latony, siostrą bliźniaczką Apollina. Należała do grona 12 bogów olimpijskich. Bogini-dziewica.
Ulubionym zajęciem bogini było przemierzanie nocą dzikich górskich dolin, kotlin, gajów i lasów. Podróżowała zawsze w towarzystwie wiernych jej nimf. Jej obecność najbardziej odczuwano w pobliżu rzek i źródeł, w okolicach podmokłych i bagiennych. Uważano, że to podczas księżycowych nocy bezpieczniejsi są podróżni i trzody – Artemida była bowiem postrachem dla groźnych zwierząt. Jej ukochanym terenem łowieckim była Arkadia – dziewicza kraina wzgórz i zalesionych kotlin. Bliźniacza więź z Apollinem, a także afirmacja życia spowodowały, że uznano ją za wielką miłośniczkę tańca i muzyki.
Jej ulubionym napojem była woda źródlana, którą ceniła wyżej niż ambrozję. Uwielbiała także mięso pieczone na ogniu.
Utożsamiano ją z rzymską boginią Dianą oraz z małoazjatycką boginią księżyca i śmierci Hekate. W badaniach współczesnych utożsamiono z nią staropolską Dziewannę oraz łużycką Dziwicę.

## Mity

### Mit o Niobe
Razem z bratem Apollinem wystrzelała z łuku dzieci Niobe w obronie honoru matki. Niobe przechwalała się, że jest lepsza od Leto, która urodziła tylko dwoje dzieci. Chełpiła się tym, że ona ma siedmiu synów i siedem córek. Bliźniacy postanowili pomścić matkę. Apollo zabił po kolei siedmiu synów Niobe. Niobe wciąż jednak krzyczała, że ma jeszcze siedem córek i jest lepsza od Leto. Wtedy Artemida napięła swój łuk i zaczęła wybijać dziewczynki. Choć Niobe błagała, by oszczędzono jej najmłodszą córkę, Artemida przeszyła dziewczynkę w ramionach Niobe. Zrozpaczona matka skamieniała.

### Mit o Akteonie
Akteon był myśliwym. W lesie spędzał całe dnie polując ze swymi psami. Pewnego dnia trafił na polanę z jeziorem. W owym jeziorze Artemida właśnie kąpała się z nimfami. Akteon wpatrywał się w nagie ciało bogini. Artemida dostrzegła Akteona. Rozgniewała się, że ktoś podglądał ją podczas kąpieli. Za karę zamieniła Akteona w jelenia, a na jego psy zesłała atak szału. Psy nie poznały swego pana i zaczęły go gonić. Rozszarpały go żywcem. Kiedy szał minął, psy zaczęły szukać Akteona rozpraszając się w lesie. Chiron wykonał posąg myśliwego, aby psy mogły być przy nim.

### Mit o Kallisto
Artemida nie miała litości dla dziewcząt z jej orszaku, jeśli złamały śluby czystości. Kallisto, ulubienica Artemidy boleśnie się o tym przekonała. Zeus pewnego razu zapłonął pożądaniem do pięknej dziewczyny. Przybrał postać Artemidy i zbliżył się do niej. Kiedy już trzymał Kallisto w objęciach wrócił do swej postaci i posiadł ją. Po dziewięciu miesiącach Artemida dowiedziała się, że Kallisto jest w ciąży. Syn dostał imię Arkas. Artemida wygnała dziewczynę ze swego orszaku i przy poparciu zazdrosnej o męża Hery zmieniła ją w niedźwiedzicę. Kiedy pewnego dnia już dorosły Arkas wybrał się na polowanie, spotkał swoją matkę w ciele niedźwiedzicy. Nie poznał jej i chciał ją zabić. Przeszkodził mu Zeus przenosząc swoją kochankę i syna na niebo jako konstelację Wielkiej i Małej Niedźwiedzicy. Inna towarzyszka Artemidy – Britomartis, która nie poddając się zalotom kreteńskiego króla Minosa, w ucieczce rzuciła się do morza, a później znalazła schronienie w świętym gaju bogini.

## Kult Artemidy
Była zarazem boginią płodności i śmierci, stąd cechą charakterystyczną jej kultu było okrucieństwo. W niektórych miejscach składano jej ofiary z ludzi i okaleczonych zwierząt (Erymantos) bądź też palono ich żywcem (Kalidon).
W Sparcie podczas dorocznej ceremonii poddawano rytualnej chłoście chłopców (tzw. melleirenów) tak, aby ich krew tryskała na ołtarz bogini. Czczono ją także w Arkadii.
W Attyce najważniejszym miejscem kultowym było sanktuarium w Brauron, znane z okresowych praktyk inicjacyjnych odbywanych przez nieletnie dziewczęta jako „niedźwiedzice”. Najbardziej znane jednak w świecie grecko-rzymskim sanktuarium (tzw. Artemizjon) znajdowało się w małoazjatyckim Efezie, 
poprzez wieki wsławione „cudownym” posągiem Artemidy (Diany) Efeskiej.

## Artemida w sztuce
Bogini przedstawiana jest zwykle jako młoda dziewczyna z łukiem i strzałami w lesie, w towarzystwie łani lub psów łowczych, często także ze swym orszakiem nimf. We włosach Artemidy lśni diadem w kształcie półksiężyca.
Niektóre dzieła, na których przedstawiono Artemidę to kopia greckiej rzeźby z IV w. p.n.e., malowidło wazy z V w. p.n.e. ukazujące Artemidę i Akteona z psami, obraz P.P. Rubensa Diana i Kallisto.